# Harold Rayner
Harold Marvin Rayner (Glen Ridge, 27 luglio 1888 – Montrose, 8 dicembre 1954) è stato uno schermidore statunitense, vincitore di una medaglia di bronzo nella scherma ai giochi olimpici.